# 1–32 Springfield
Unter der Adresse 1–32 Springfield in der schottischen Stadt Dundee in der gleichnamigen Council Area befindet sich ein Wohngebäudeensemble. 1965 wurde das Bauwerk in die schottischen Denkmallisten in der höchsten Denkmalkategorie A aufgenommen.

## Beschreibung
Das Ensemble umfasst sämtliche Gebäude entlang der Sackgasse Springfield. Die Hausnummern 1 bis 6 sowie 24 bis 32 waren um 1846 fertiggestellt. Bis 1851 wurde das Ensemble vervollständigt. Die terrassierten Reihenhäuser sind klassizistisch ausgestaltet. Nur das Doppelhaus am Kopf der Sackgasse ist freistehend.
Die Hausnummern 5 bis 14 an der Westseite sowie 18 bis 27 an der Ostseite sind mit Ausnahme späterer Veränderungen paarweise spiegelsymmetrisch aufgebaut. Die Fassaden der zweistöckigen Häuser sind drei Achsen weit. Paarweise mittig treten zwei kleine Portikus mit dorischen Säulen heraus, die durchgehend geführt sind. Die schmiede- oder gusseisernen Balustraden der aufsitzenden Balkone fehlen bei den meisten Gebäuden. Im Erdgeschoss sind die Fenster schlicht bekrönt. Auf den abschließenden Kranzgesimsen verlaufen Steinbalustraden.
Die Hausnummern 17 und 28 (das erste und letzte Haus an der Ostseite) sind nicht gepaart. Ihre Portikus befinden sich links. Das Doppelhaus (Hausnummer 15–16) ist nicht mit separaten Portikus, sondern mit einer Kolonnade entlang der gesamten Fassade ausgeführt. Die Hausnummern 1 bis 4 sowie 29 bis 32 sind die Fortführung des Ensembles entlang der Perth Road.